# American International School of Zagreb
Az American International School of Zagreb (röviden: AISZ, horvátul: Američka međunarodna škola u Zagrebu) nemzetközi magániskola Horvátország fővárosában, Zágrábban. 1966-ban alapították, hogy az amerikai közösség családjait szolgálja. Az intézményt az AISZ Iskolatanács vezeti.

## Története
Az AISZ-t 1966-ban alapították American School of Zagreb néven, amikor még csak 13 diákja volt, három tanárral. A  Tuškanac 46. cím alatt 17 évig maradt az iskola. Az 1970-es és 80-as években kezdett el nőni az iskola. 1983-ban a Zelengaj 45-be költözött az ASZ, majd nyolc évvel később a Zelengaj 6. alatt található épületet is hozzáadták. 1991-ben, miután Horvátország kikiáltotta függetlenségét, háború tört ki az országban, aminek következtében evakuálták az iskolát. 1992-ben a háború előtti diákok számának töredékével, mindössze három gyerekkel nyílt újra az ASZ. A7 1990-es évek második felében az utcán belül költözött az iskola és 1998-ban felvette napjainkban is használt nevét. 2004-ben érettségizett az első évfolyama az iskolának. 2018-ban költözött az iskola a modern, az intézmények épített Bundek campusra.

## Vezetőség
Iskolatanács tagjai
- Amy Lorenzen, tanácselnök, az amerikai nagykövetség konzulja
- Christian Lynch, az amerikai nagykövet által kijelölt tag
- Katherine Crotty, az amerikai nagykövet által kijelölt tag
- Martin Walder, szülői képviselő
- Graciela Arroyo Nava, szülői képviselő
- John Gašparac, kincstárnok
- Tomislav Matić, tanács által kijelölt tag
- Paul Buckley, igazgató

## Akkreditációk
- International Baccalaureate
- Middle States